# Jättekamskivling
Jättekamskivling (Amanita ceciliae) är en svampart i släktet flugsvampar och familjen Amanitaceae. Den ingår i undergruppen kamskivlingar.
Arten beskrevs först av Berk. & Broome och fick sitt nu gällande namn av Bas 1984.   Arten är reproducerande i Sverige. Inga underarter finns listade i Catalogue of Life.

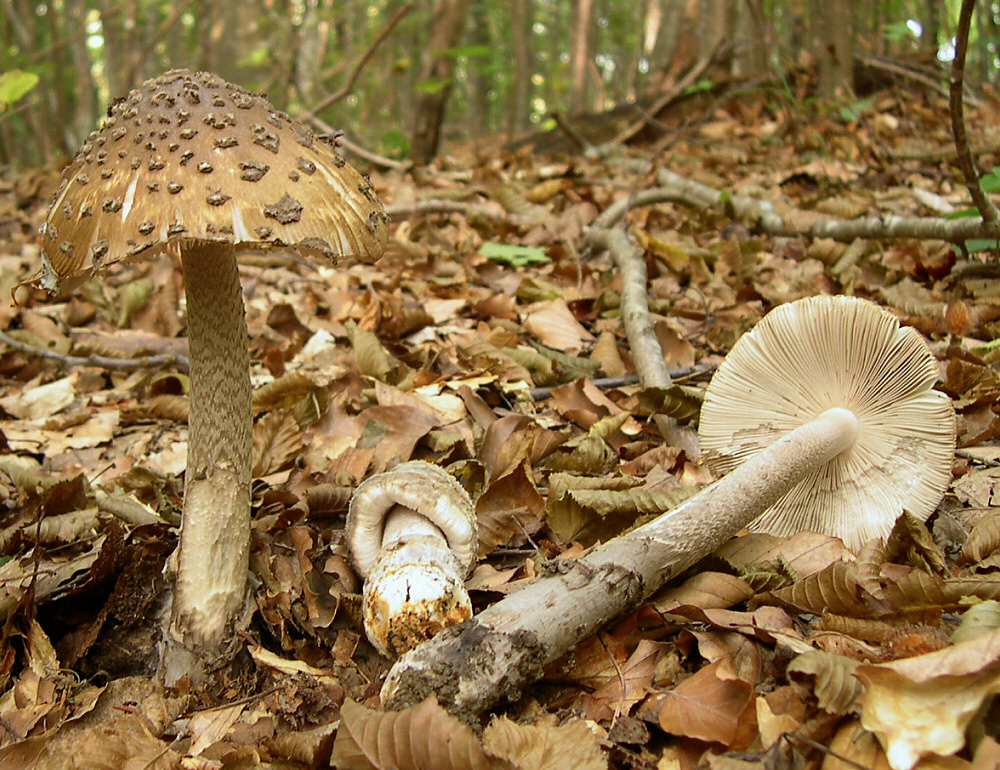
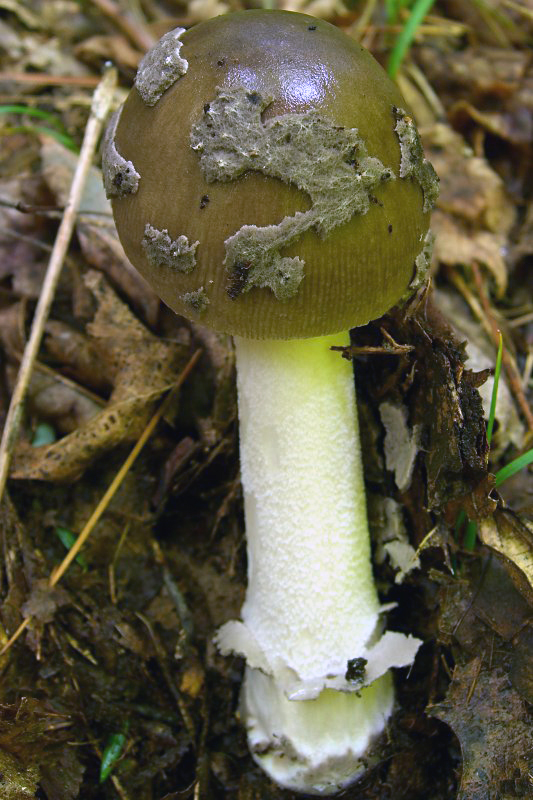
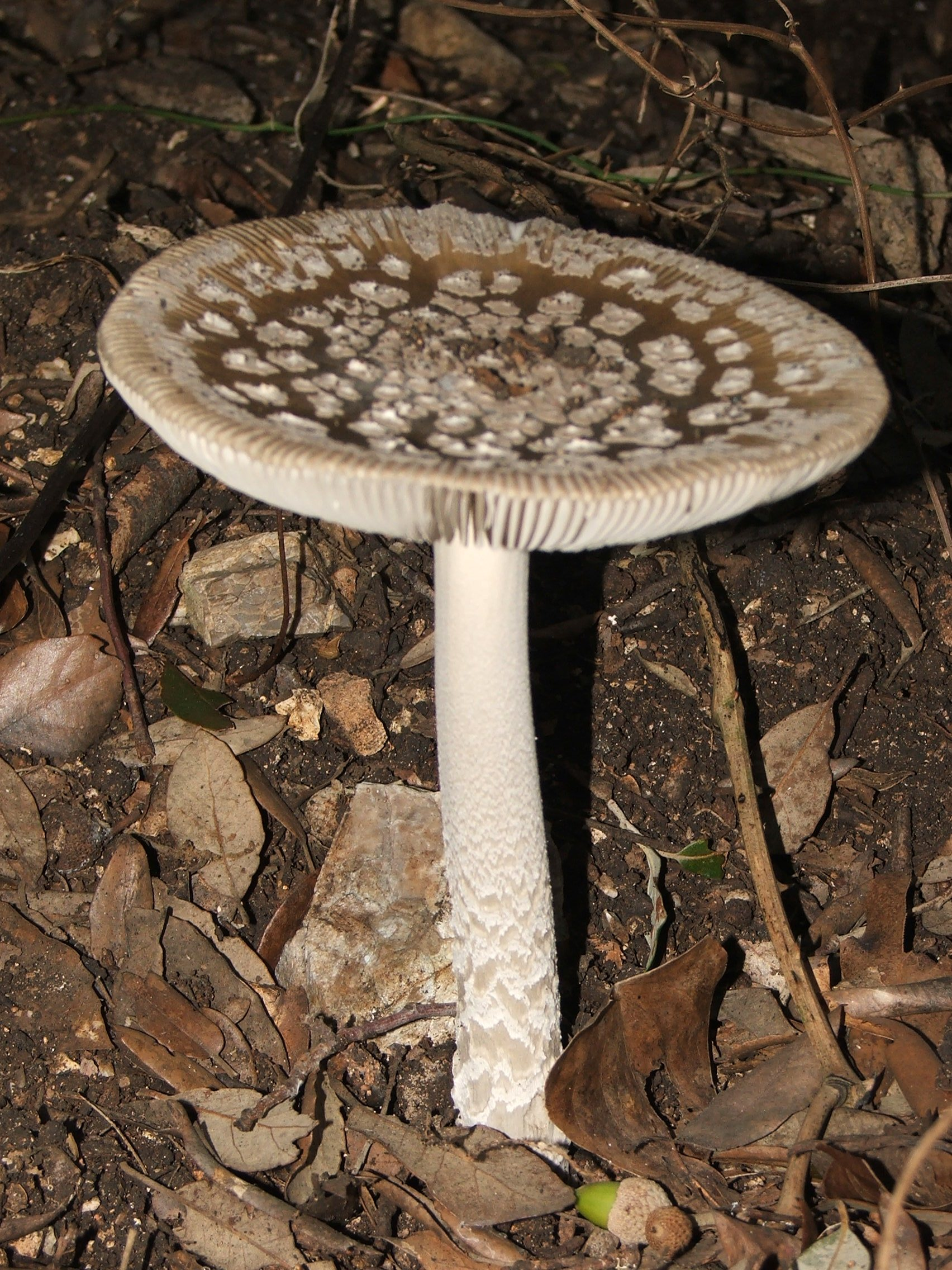
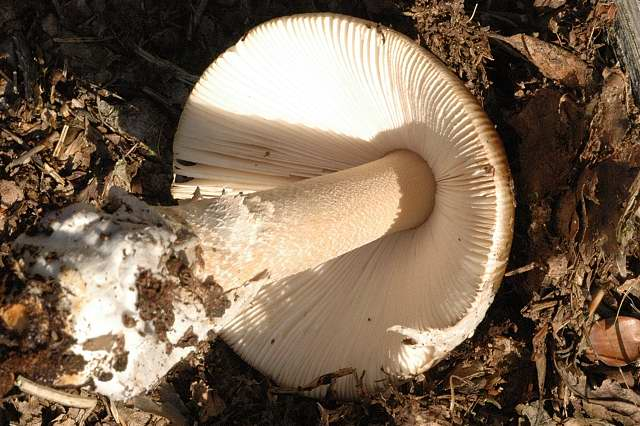